# فطر بوغياني
الفطر البوغياني[بحاجة لمصدر] أو مَصَّاع (الاسم العلمي: Pleospora) هو جنس من الفطريات يتبع الفصيلة البوغيانية من رتبة البوغيانيات.